# Casa Senyorial de Tuskulėnai
La Casa Senyorial de Tuskulėnai (en lituà: Tuskulėnų dvaras) és un palau neoclàssic situat en el barri de Zirmunai a Vílnius, Lituània.

## Història
És el monument arquitectònic més antic de Zirmunai. L'actual palau va ser construït el 1825, seguint el disseny de Karol Podczaszyński en estil neoclàssic, per ordre del Governador General de Lituània, Alexander Rimsky-Korsakov. Consisteix en la construcció del palau, una casa d'emmagatzematge, i diversos edificis adjacents, incloent una petita capella eclèctica dedicada a santa Teresa, situada a uns 100 metres al sud de l'edifici principal.
El palau és el principal element arquitectònic del conjunt, mostra la clara influència de Palladio en Podczaszyński amb els dissenys típics de finestres serlianes, que han estat utilitzades a les façanes del palau principal. Tres estàtues de deesses romanes Diana, Juno i Venus es troben sobre un frontó únic, que més tard es van retirar i van ser restaurades en 2007, la seva reconstrucció va ser realitzada per l'escultor francès Jean-Nicolas-Louis Durand. Les entrades laterals amb balcó també havien estat destruïdes i restaurades novament al segle xix. L'interior estava decorat amb obres d'holandesos pintors com Isaak van Ostade, Adriaen van Ostade o Gerrit Dou. Nombrosos frescs han estat descobert a l'interior i restaurats el 2009.
Els edificis estaven envoltats per un gran parc. Totes aquestes estructures estan actualment restaurades o en procés de restauració, i formen part del Parc de la Pau (Rimties parkas). El parc de 7,5 hectàrees inclou la restaurada Casa Senyorial de Tuskulėnai, que allotjarà un museu del martirologi a Lituània en la segona meitat del segle xx (una branca del Museu de les víctimes del genocidi), estanys restaurats i la vegetació del parc, així com el columbari.

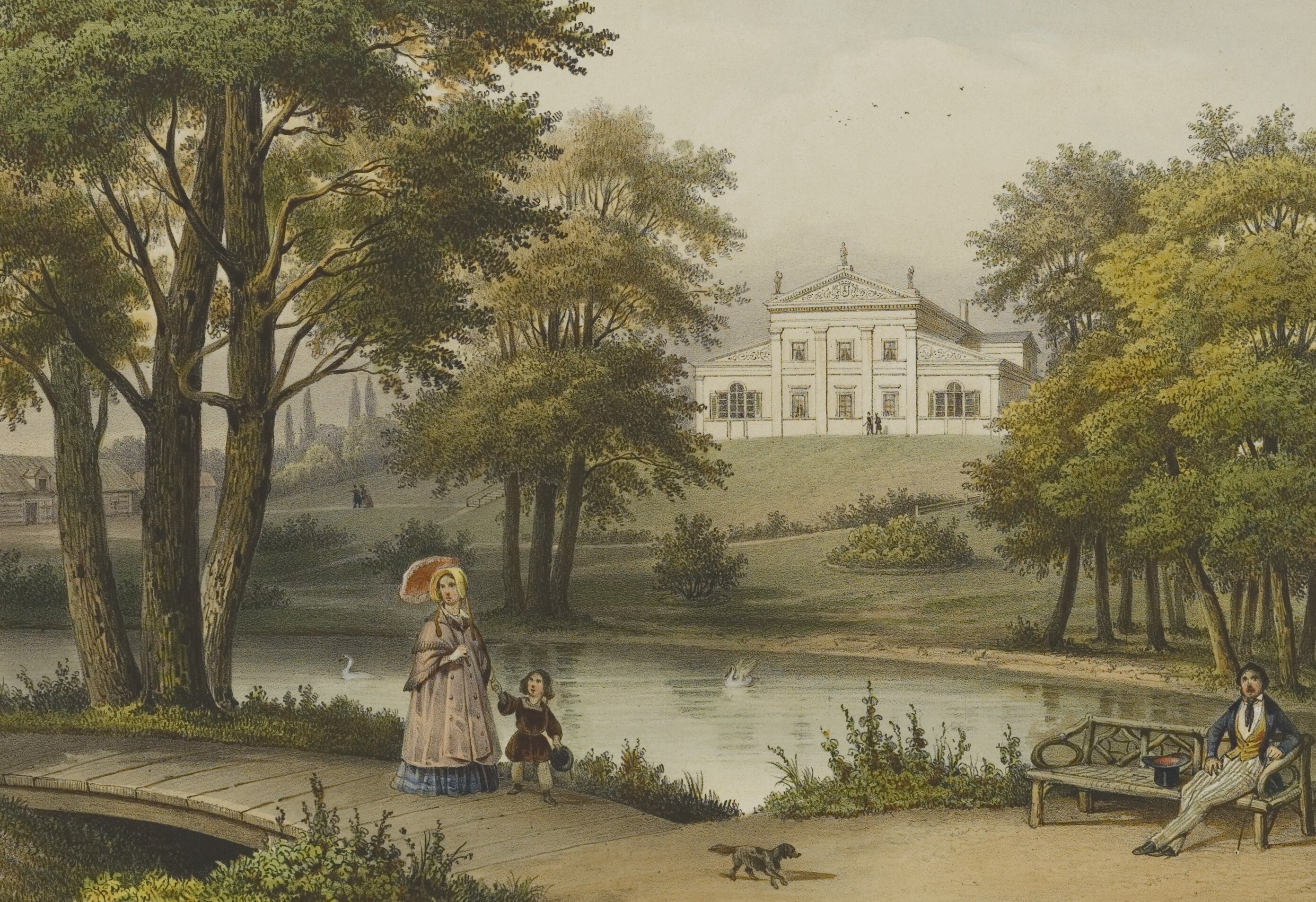
Dibuix de la casa de l'any 1848
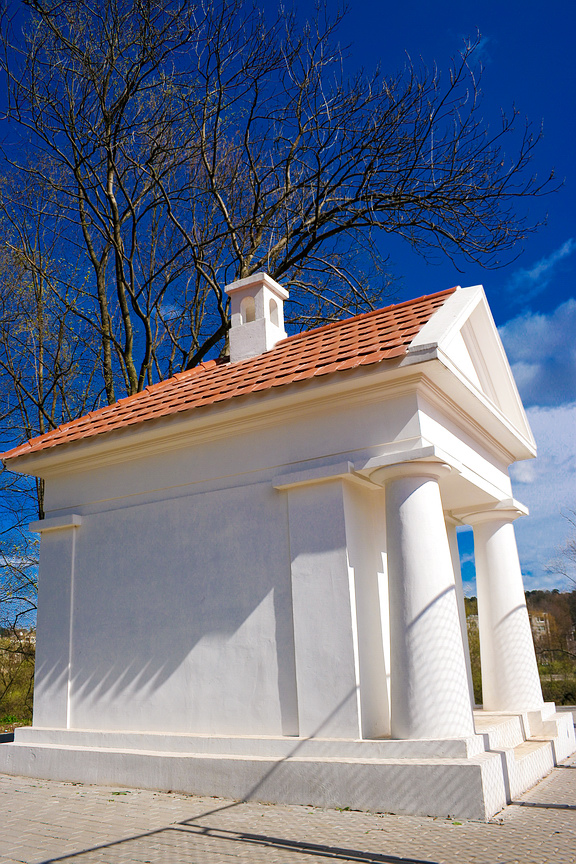
Capella de santa Teresa
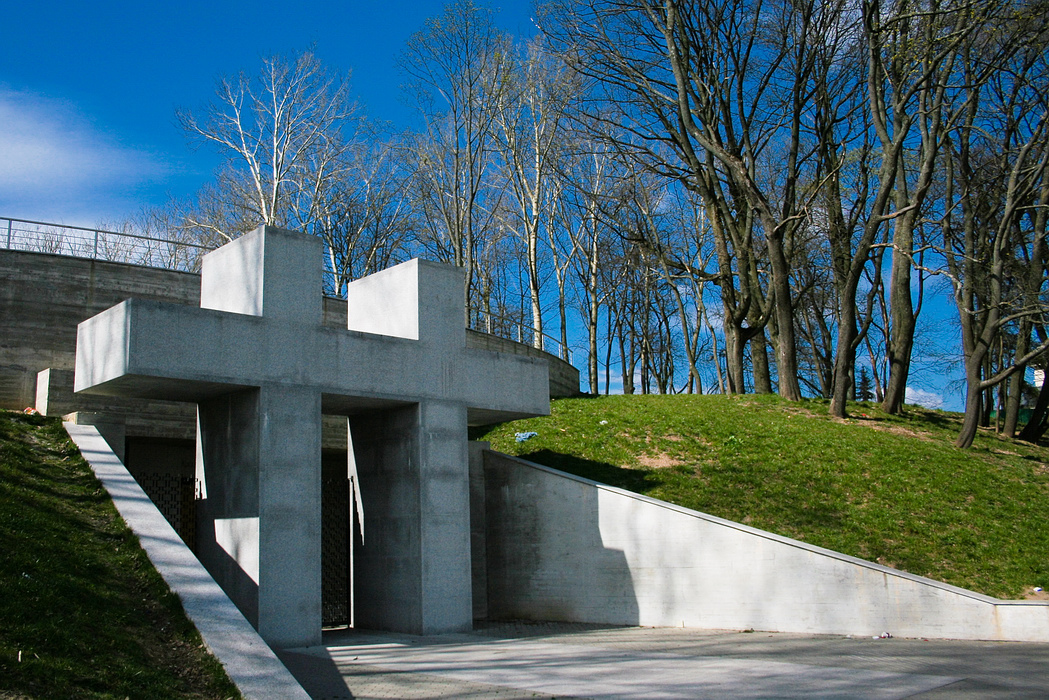
Entrada al columbari